# Union (Iowa)
Pour les articles homonymes, voir Union.
Union est une ville du comté de Hardin, en Iowa, aux États-Unis. Elle est fondée en 
1868.

## Source de la traduction
- (en) Cet article est partiellement ou en totalité issu de l’article de Wikipédia en anglais intitulé « Union, Iowa » (voir la liste des auteurs).